# Schrum
Schrum ist eine Gemeinde im Kreis Dithmarschen in Schleswig-Holstein.

## Geschichte
Wie viele andere Gemeinden Dithmarschens ist auch Schrum in den Klageschriften von 1447 erwähnt (Urkundenbuch Michelsen S. 45/46). Hier kann aus der Aufstellung des Textes das Jahr 1402 genannt werden. Es lautet dort, „… als man schrieb vierzehnhundert in dem anderen Jahre, des Mittwochs nächst vor dem ehrenhaften Feste, geheißen das Fest Christi Leichnam, …“, woraus sich der 24. Mai 1402 ergibt.
Die Kirche in Tellingstedt ist als Unterkirche der Meldorfer Kirche zu sehen. Aus der Gründungszeit dieser Kirche wird Schrum nicht erwähnt. Es gibt aber einige Aufzeichnungen über Schrum (Scrume) aus dem 15. Jahrhundert, als Schrum noch zum Kirchspiel Tellingstedt gehörte. Erst nach der „letzten Fehde“ 1559, als Dithmarschen dreigeteilt wurde, kam Schrum zu Süderdithmarschen und somit zum Kirchspiel Albersdorf.
Am 1. April 1934 wurde die Kirchspielslandgemeinde Albersdorf aufgelöst. Alle ihre Dorfschaften, Dorfgemeinden und Bauerschaften wurden zu selbständigen Gemeinden/Landgemeinden, so auch Schrum.

## Geografie und Verkehr
Die Gemeinde mit ihrem bewaldeten Geestgebiet hat mit 78,81 m ü. NN, hinter dem Gestüt „Grimmstal“, die höchste Stelle im Kreis Dithmarschen. Dieser Punkt liegt in der heutigen Wiese, diese wurde in der Karte von 1872–1873 mit „Karghöde“ bezeichnet. In „Die Flurnamen Dithmarschens“ (Wegemann, Kiel 1941) steht auf der Seite 12 im Band II: „to Süderstöven“ 79m hoch, Mtbl. Dieser Flurname wurde aus dem 1872 bezeichneten Flurstück (Stüf/Stüfbarg) südlich der höchsten Stelle in Schrum genommen, er hat aber nur eine Höhe von knapp über 75 m ü. NN. Diese Höhe liegt heute auf dem Truppenübungsplatz und wird als „LSG Höhe 75“ bezeichnet. Die 7,9630 ha große Fläche wurde bereits mit der Verordnung vom 25. März 1938 zum Landschaftsschutzgebiet erklärt.
Die Gemeinde ist über die Kreisstraße 40 erreichbar, welche in Welmbüttel von der Bundesstraße 203 abzweigt und in Richtung Albersdorf/Arkebek verläuft.

## Landschaft
Schrum ist ein kleines Dorf, das weitgehend von landwirtschaftlichen Betrieben und Pferdezucht geprägt und von ruhigen, beschaulichen Wegen durch Wald und Wiesen umgeben ist. Der Ort hat zwölf denkmalgeschützte Hügel- und Steingräber, wovon ein zerstörtes Langbett und sechs Hügel auf einem Grundstück im Süden der Gemeinde liegen. Die restlichen fünf mit zwei stattlichen Hügeln liegen auf dem Gelände des Truppenübungsplatzes „Riese“.

## Bilder

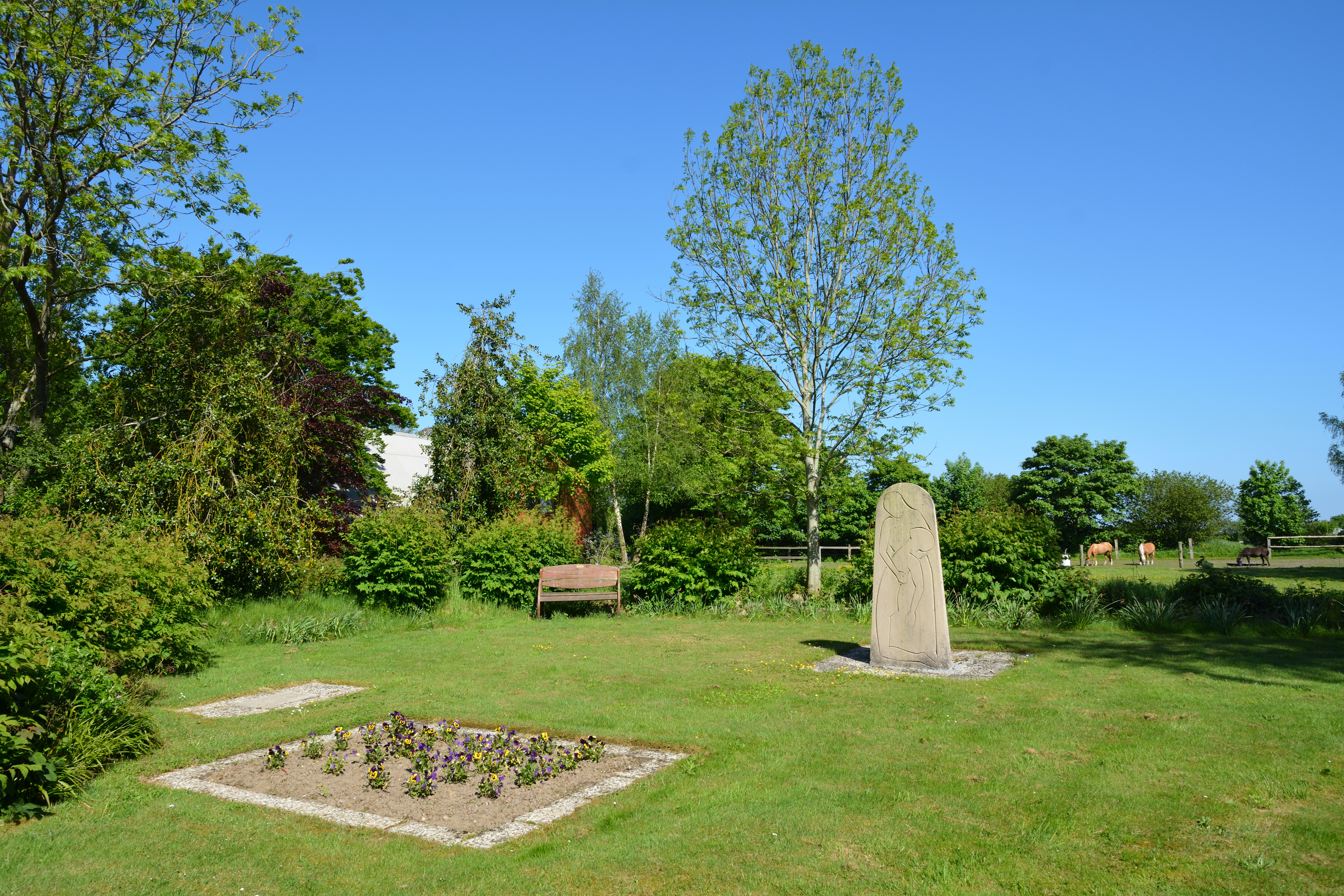
Ehrenmal für die Toten der Weltkriege